# My Best Friend's Birthday
My Best Friend's Birthday is een niet uitgebrachte film van Quentin Tarantino; het was een van zijn eerste korte films. De plot laat zijn later werk vermoeden, want het gaat in essentie om een verhaal waarbij er misdaad en geweld voorkomt. Clarence gaat bij zijn vriend Mickey zijn verjaardag vieren, maar er is weinig reden tot feesten, want zijn vriendin heeft hem net verlaten. De twee vrienden besluiten onverantwoorde dingen te gaan uitspoken en maken een verjaardag mee die ze nooit meer zullen vergeten.
De uiteindelijke versie van de film ging in de vlammen op doordat de montagestudio afbrandde. Het overlevende deel van de film werd aan een klein publiek getoond in 1987.

## Rolverdeling
| Acteur            | Personage      |
| ----------------- | -------------- |
| Quentin Tarantino | Clarence Poole |
| Craig Hamann      | Mickey Burnett |
| Crystal Shaw      | Misty Knight   |
| Allen Garfield    | Bill Smith     |
| Al Harrell        | Clifford       |
| Brenda Hillhouse  | Mrs. Smith     |
| Linda Kaye        | Pandora        |
| Stevo Polyias     | Clancy         |
| Alan Sanborn      | Nutmeg         |
| Rich Turner       | Brandon Turner |
| Rowland Wafford   | Lenny Otis     |